# Aquaball
Aquaball ist eine Freizeitsportart, die 1995 vom Deutschen Schwimmverband geschaffen wurde. Es handelt sich um ein Ballspiel im Wasser. Aquaball ist keine Variante des Wasserballs, sondern eine eigenständige Sportart, deren Unterschiede zum Wasserball nicht nur im Reglement und Spielfeld liegen.
Zwei Mannschaften mit je vier Spielern versuchen einen Ball im gegnerischen Tor unterzubringen. Einfache Regeln, die Grundmaxime des Fair Play und der brusthohe Wasserstand erlauben auch Anfängern und nicht so guten Schwimmern den schnellen Einstieg.
Aquaball wird in einer Breitensport- und einer Wettkampf-Variante gespielt.
Das Spielfeld sollte etwa 12 × 8 m groß mit brusthohem Wasserstand sein. Die Spielzeit beträgt zwischen 2 × 4 und 2 × 7 min. Gespielt wird mit einem Beachvolleyball auf aufblasbare, 2 × 1 m große Tore. Aquaball ist ein körperloses Spiel. Es kann auch in Mixed-Teams gespielt werden.

## Breitensport
Für die Breitensport-Variante gibt es nur vier Grundregeln. Diese Grundregeln sind:
1. Fair-Play
2. Keine Bewegung (laufen und/oder schwimmen) mit Ball
3. Ball darf nicht unter die Wasseroberfläche gedrückt werden
4. Vor einem gültigen Torwurf muss der Ball dreimal innerhalb der Mannschaft gepasst worden sein

Beim Aquaball werden die Veranstaltungen im Breitensport als Aquaball-Challenge zusammengefasst. Es geht hier nicht unmittelbar um den Erfolg, sondern vielmehr darum den Spaß am Spiel zu fördern und den Teilnehmern die Sportart näherzubringen.

## Wettkampfsport
Aquaball gibt es auch als Wettkampf-Variante. Hierfür gibt es natürlich ein ausführlicheres Regelwerk. Wettkämpfe werden im gesamten Bundesgebiet ausgetragen. Der bekannteste Wettkampf ist die DSV Champions-Tour, die auch die offizielle Deutsche Meisterschaft des Deutschen Schwimmverbands in dieser Sportart darstellt. Es handelt sich hierbei um eine Turnierserie, die aus fünf Veranstaltungen besteht und bei der die Teams, die sich zu Beginn der Saison mit ihren Spielern anmelden müssen, je nach Platzierung Punkte bekommen. Das Team mit den meisten Punkten am Ende der Saison ist der Gewinner der Champions-Tour und auch der offizielle Deutsche Meister im Aquaball.

## Wertungsklassen
Beim Aquaball existieren die folgenden vier Wertungsklassen:
| Youngsters:    | 8 bis 13 Jahre                 |
| Jugend:        | von 14 bis 18 Jahre            |
| Offene Klasse: | ab 18 Jahren                   |
| Damen:         | weibliche Spieler jeden Alters |

## Meisterschaften
Beim Aquaball gibt es zur Zeit zwei Arten von Meisterschaften. Zum einen die Turnierserie der Champions-Tour, welche die offizielle Deutsche Meisterschaft in dieser Sportart darstellt und aus 5 Einzelturnieren besteht, die während der Saison im gesamten Bundesgebiet ausgetragen wird. hier bekommen die teilnehmenden Teams je nachdem, wie sie beim entsprechenden Spieltag abgeschnitten haben Punkte für die Gesamtwertung. Wer am Ende der Saison dann die meisten Punkte hat, gewinnt die Champions-Tour und somit die Meisterschaft. Die Meisterschaft wurde 2007 zum ersten Mal ausgetragen und findet seitdem jährlich statt.
Weiter existieren bisher nur in Bayern noch Meisterschaften auf Landesebene. Die Bayerischen Meisterschaften im Aquaball wurden 2001 zum ersten Mal ausgetragen.

## Turniere
Neben der DSV Aquaball Champions-Tour gibt es noch einige traditionelle Wettkämpfe beim Aquaball. Hierbei ist an erster Stelle der ISP (Internationale Sparkassenpokal) zu nennen, der 2011 zum elften Mal in Folge ausgerichtet wurde. Neben dem Soester Aquaball-Pokal und dem Großen Berliner Aquaball-Pokal gibt es noch eine Vielzahl von Turnieren, die jährlich ausgetragen werden.
Zudem findet im gesamten Bundesgebiet eine Vielzahl von Fun-Turnieren statt, die vom DSV unter dem Begriff Aquaball-Challenge zusammengeführt werden. Hierbei handelt es sich hauptsächlich um Turniere, bei denen der Spaß am Spiel an erster Stelle steht.

## Mannschaften
- Die Münchner Kraken beim Sportempfang der Stadt München 2025AquaHaie (WSV Ahaus, NRW)
- AQUA Guards (DLRG Ahaus, NRW)
- Aqua Tigers (Schweinfurt, Bayern)
- Bunnyhunters (Dachau, Bayern)
- Werl (Werl, NRW)

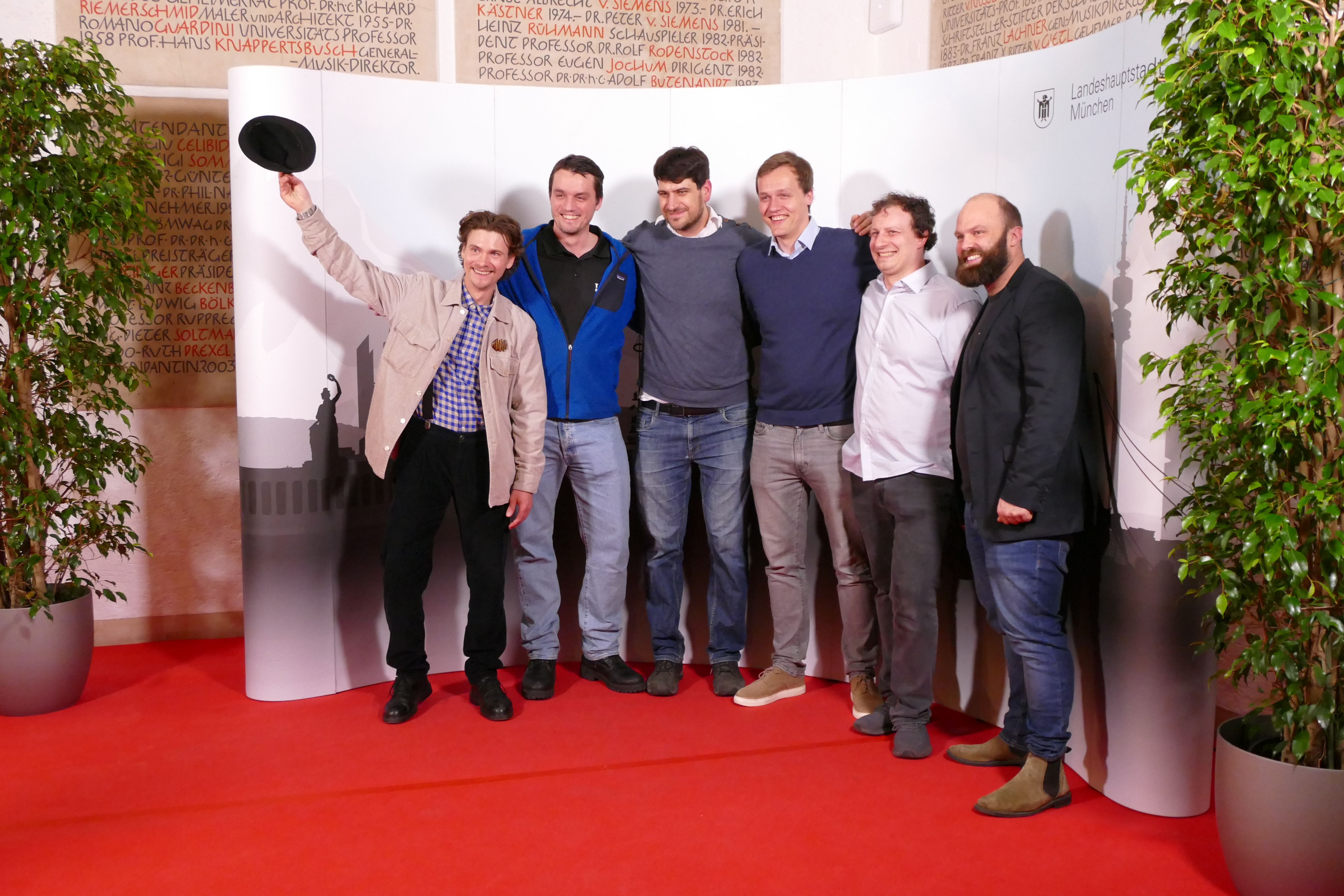
Die Münchner Kraken beim Sportempfang der Stadt München 2025

- Münchener Kraken (München, Bayern)
- Soester Haie (Soest, NRW)
- Unna Marlins (Lünern, NRW)
- Haie Berlin (Berlin)
- Echtehechte (Berlin)
- Berserker Berlin (Berlin)
- SVC (Coburg, Bayern)
- Paderborner SV (Paderborn, NRW)
- Pelikan Bregenz (Bregenz, Österreich)
- Waldbröler Orcas (Waldbröl, NRW)
- Wattloopers (Pewsum, Niedersachsen)
- WildCrocs (SV Grafing-Ebersberg, Bayern)
- BlueSharks (Ingolstadt, Bayern)